# Coupe du monde B de combiné nordique 2003
Navigation
2001 — 2002 2003 — 2004
| \| Štrbské Pleso Zakopane Harrachov Oberwiesenthal Klingenthal Kuusamo Stryn Trondheim \| Les sites des compétitions (manquent Steamboat Springs et Park City) |
| Štrbské Pleso Zakopane Harrachov Oberwiesenthal Klingenthal Kuusamo Stryn Trondheim                                                                            |

La coupe du monde B de combiné nordique 2002 — 2003 fut la treizième édition de la coupe du monde B de combiné nordique, compétition de combiné nordique organisée annuellement de 1991 à 2008 et devenue depuis la coupe continentale.
Elle s'est déroulée du 13 décembre 2002 au 16 mars 2003, en dix-huit épreuves.
Cette coupe du monde B a débuté au Colorado (États-Unis), dans la station de Steamboat Springs et a fait étape au cours de la saison à Park City, dans l'Utah (États-Unis),
en Slovaquie (Štrbské Pleso),
en Pologne (Zakopane),
en République tchèque (Harrachov),
en Allemagne (Oberwiesenthal et Klingenthal),
en Finlande (Kuusamo),
en Norvège (Trondheim),
pour s'achever dans ce dernier pays, à Stryn.
Elle a été remportée par le norvégien Magnus Moan.

## Classement général
| Rang | Nom                            |
| ---- | ------------------------------ |
| 1    | Magnus Moan                    |
| 2    | Matthias Mehringer             |
| 3    | Marc Frey                      |
| 4    | Antti Kuisma                   |
| 5    | Håvard Klemetsen               |
| 6    | Christoph Eugen                |
| 7    | Tino Edelmann                  |
| 8    | Jan Schmid                     |
| 9    | Benjamin Kreiner               |
| 10   | Andreas Hartmann Tambet Pikkor |
| 12   | Stephan Münchmeyer             |

## Calendrier
| Date                      | Épreuve                                  | Vainqueur                                                               | Deuxième                                                          | Troisième                                                         |
| 1 — 3. Steamboat Springs  |                                          |                                                                         |                                                                   |                                                                   |
| 13/12/2002                | K114 / 7,5 km                            | Kenneth Braaten                                                         | Magnus Moan                                                       | Alexeï Barannikov                                                 |
| 14/12/2002                | K114 / 7,5 km                            | Kenneth Braaten                                                         | Christian Beetz                                                   | Andrej Jezeršek                                                   |
| 15/12/2002                | K114 / 15 km                             | Kenneth Braaten                                                         | Andrej Jezeršek                                                   | Magnus Moan                                                       |
| 4 — 5. Park City          |                                          |                                                                         |                                                                   |                                                                   |
| 19/12/2002                | K120 / 7,5 km                            | Kenneth Braaten                                                         | Håvard Klemetsen                                                  | Marc Frey                                                         |
| 20/12/2002                | K90 / 15 km                              | Bernhard Gruber                                                         | Kenneth Braaten                                                   | Magnus Moan                                                       |
| 6 — 7. Štrbské Pleso      |                                          |                                                                         |                                                                   |                                                                   |
| 7/01/2003                 | K90 / 7,5 km                             | Frédéric Baud                                                           | Sverre Rotevatn                                                   | Stephan Münchmeyer                                                |
| 8/01/2003                 | Mass-start 10 km / K90                   | Mathieu Martinez                                                        | Lars Andreas Østvik                                               | Andrej Jezeršek                                                   |
| 8 — 9. Zakopane           |                                          |                                                                         |                                                                   |                                                                   |
| 11/01/2003                | Mass-start par équipes : 3 x 5 km / K120 | Allemagne I- Andreas Langer - Stephan Münchmeyer - Christian Bruder     | Tchéquie- Tomáš Slavík - Pavel Churavý - Patrik Chlum (cs)        | États-Unis- Nathan Gerhart - Jed Hinkley - Carl Van Loan          |
| 12/01/2003                | K120 / 15 km                             | Lars Andreas Østvik                                                     | Carl Van Loan                                                     | Tambet Pikkor                                                     |
| 10. Harrachov             |                                          |                                                                         |                                                                   |                                                                   |
| 15/01/2003                | Mass-start 10 km / K90                   | Lars Andreas Østvik                                                     | Mathieu Martinez                                                  | Mikko Keskinarkaus                                                |
| 11. Oberwiesenthal        |                                          |                                                                         |                                                                   |                                                                   |
| 19/01/2003                | K95 / 7,5 km                             | Frédéric Baud                                                           | Andreas Hurschler                                                 | Stephan Münchmeyer                                                |
| 12 — 13. Klingenthal      |                                          |                                                                         |                                                                   |                                                                   |
| 22/01/2003                | K80 / 15 km                              | Kevin Arnould                                                           | Mathieu Martinez                                                  | Sverre Rotevatn                                                   |
| 23/01/2003                | K80 / 7,5 km                             | Mikko Keskinarkaus                                                      | Sverre Rotevatn                                                   | Mathieu Martinez                                                  |
| 14. Kuusamo / Taivalkoski |                                          |                                                                         |                                                                   |                                                                   |
| 7/03/2003                 | K120 / 7,5 km                            | Tino Edelmann                                                           | Andreas Hartmann                                                  | Håvard Klemetsen                                                  |
| 15 — 16. Trondheim        |                                          |                                                                         |                                                                   |                                                                   |
| 11/03/2003                | K120 / 7,5 km                            | Magnus Moan                                                             | Jan Schmid                                                        | Benjamin Kreiner                                                  |
| 12/03/2003                | K120 / 7,5 km                            | Tino Edelmann                                                           | Matthias Mehringer                                                | Benjamin Kreiner                                                  |
| 17 — 18. Stryn            |                                          |                                                                         |                                                                   |                                                                   |
| 15/03/2003                | K90 / 15 km                              | Matthias Mehringer                                                      | Jon-Richard Rundsveen (pl)                                        | Magnus Moan                                                       |
| 16/03/2003                | Mass-start par équipes : 3 x 5 km / K90  | Norvège IV- Jon-Richard Rundsveen (pl) - Magnus Moan - Håvard Klemetsen | Autriche I- Guido Scheiber - Benjamin Kreiner - Stefan Knabl (de) | Suisse II- Andreas Hartmann - Lucas Vonlanthen (de) - Ivan Rieder |